# Nihat Sorgeç

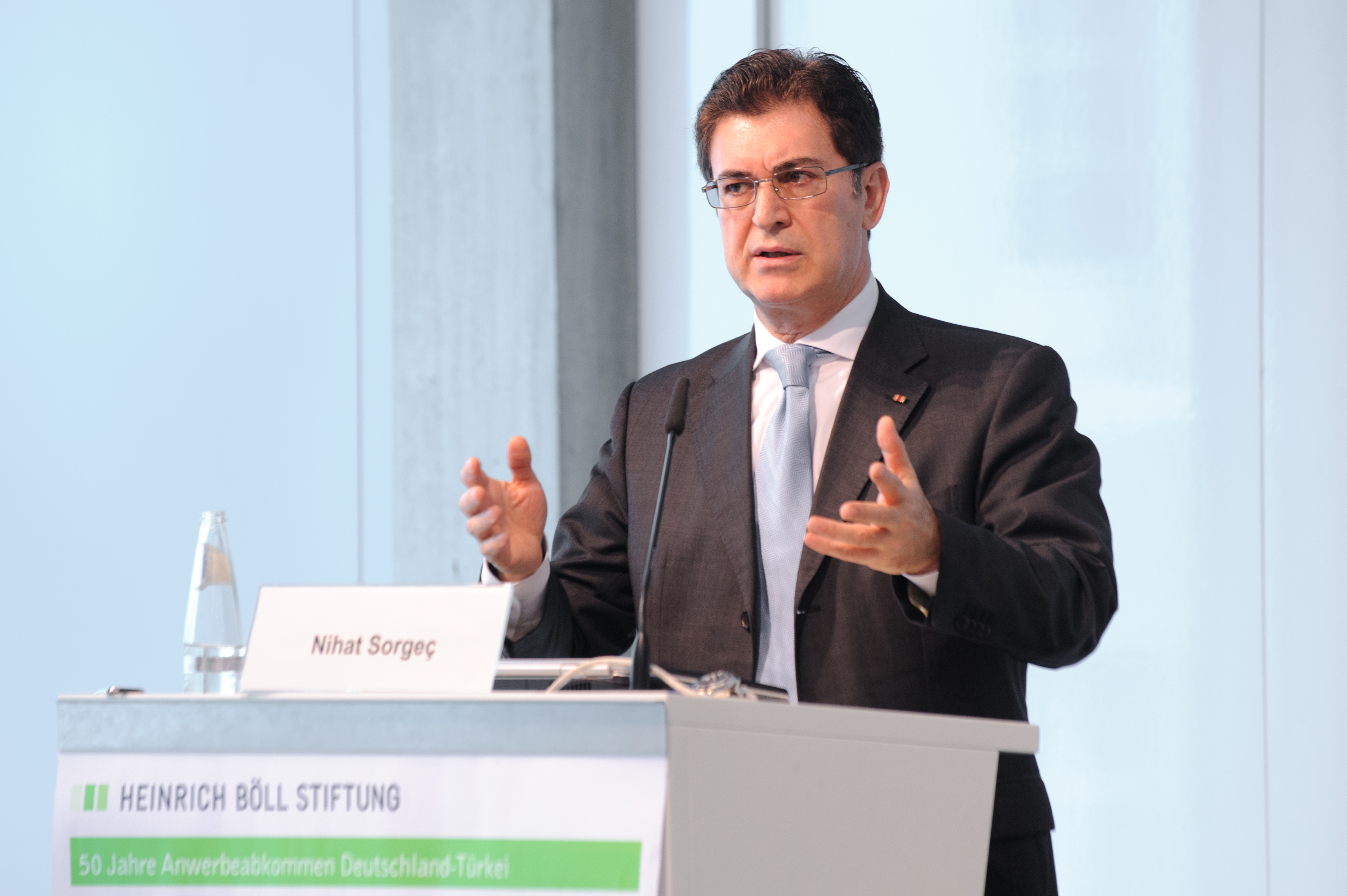
Nihat Sorgeç, 2011

Nihat Sorgeç (* 3. März 1958 in Antakya, Türkei) ist ein deutscher Manager und Verbandsfunktionär. Er ist geschäftsführender Gesellschafter des BWK BildungsWerk in Kreuzberg.

## Leben
Sorgeç zog 1972 nach Berlin. Nach seinem Maschinenbau-Studium in Berlin übernahm er Aufgaben als Produktmanager und Vertriebsingenieur in der freien Wirtschaft. Seit 1988 ist er in der Bildungsbranche tätig.
Von 2002 bis 2004 arbeitete er bei der Türkisch-Deutschen Unternehmervereinigung Berlin-Brandenburg (TDU) im Vorstand, von 2004 bis 2006 war Sorgeç dann stellvertretender Vorsitzender der TDU. Seit 2005 ist er Vollversammlungsmitglied der IHK Berlin und in der Arbeitsgruppe der Unternehmer ausländischer Herkunft aktiv. Von 2004 bis 2005 engagierte er sich als Präsident des Lions-Club „Berlin-Cosmopolitan“, den er als Gründungsmitglied mit aus der Taufe gehoben hat. Ebenfalls Gründungsmitglied und Vorstandsvorsitzender ist er in Berlin bei dem Förderverein „Antikes Antiochia“. Der Türkisch-Deutschen IHK (TD-IHK), die er 2003 mit aus der Taufe gehoben hat, stand Sorgeç bis Ende 2010 als Gründungs-Vizepräsident vor. Auch im Vorstand des auf Initiative des ehemaligen US-Botschafters William R. Timken jr. gegründeten Vereins „Windows on America“ engagiert er sich, der unter der Schirmherrschaft der Bundeskanzlerin das Ziel verfolgt, Jugendlichen aus Zuwandererfamilien Bildungs- und Qualifizierungsangebote anzubieten, um so vorhandene Begabungen bestmöglich zur Entfaltung zu bringen und Potenziale zu mobilisieren.
Sorgeç war Teilnehmer der Deutschen Islamkonferenz und des Integrationsgipfels und steht verschiedenen Ministerien und Parteien als Berater in Bildungs- und Integrationsfragen sowie in Fragen deutsch-türkischer Wirtschaftsbeziehungen zur Seite. Er war Jurymitglied bei der Körber-Stiftung, der Herbert Quandt-Stiftung und ist Gründungsmitglied des Vereins „Club Interkulturell“.
Der „Türkisch-Deutsche Klub“ verlieh ihm 2005 eine Auszeichnung für seine Verdienste um Freundschaft und Verständigung zwischen Deutschen und Türken sowie seinen vorbildlichen Einsatz bei der Bildungs- und Integrationsförderung von Zuwandererkindern.
2005 gehörte Sorgeç zu den Initiatoren der "Berliner Tulpe", einer Auszeichnung für deutsch-türkischen Gemeinsinn, den der Integrationsbeauftragte des Berliner Senats seither jährlich vergibt; hier ist Nihat Sorgeç auch Förderer und Jurymitglied.
2008 erhielt Sorgeç das Bundesverdienstkreuz zur Würdigung seines sozialen Engagements für Arbeit, Ausbildung und Chancengleichheit sozial benachteiligter und behinderter Menschen.
Im April 2010 folgte Nihat Sorgeç einer Einladung von US-Präsident Barack Obama nach Washington zum „Presidential Summit on Entrepreneurship“, der eine Verbesserung der Verständigung und der wirtschaftlichen Beziehungen zwischen den USA und der muslimischen Welt zum Ziel hatte. Auch an der im Dezember 2011 in Istanbul ausgerichteten Folgekonferenz nahm Sorgeç teil.
Für seine Arbeit am BWK BildungsWerk in Kreuzberg erhielt Nihat Sorgeç den Integrationspreis 2010 des Berliner Landesbeirats für Migrations- und Integrationsfragen.
Im Rahmen des International Migrants Day 2012 wurde im Dezember 2012 zum ersten Mal der Preis „Vorbilder für die Integrationsgesellschaft 2012“ vergeben. Preisträger Nihat Sorgec wurde für seine Leistungen bei der Findung und Realisierung von Lösungen der Aus- und Weiterbildung von Migranten in seinem Unternehmen ausgezeichnet.
Sorgeç ist Mitinitiator, Gründungsmitglied und Vorsitzender des VMW-Verband der Migrantenwirtschaft e. V.
Seit 2011 engagiert sich Sorgeç als stellvertretender Vorsitzender des Kuratoriums der Eberhard-Schulz-Stiftung für soziale Menschenrechte und Partizipation. Weiterhin ist er Vorsitzender des B.A.T.I. e. V. Initiative der Europäischen Türken in Berlin e. V. Im September 2020 wurde er in den ehrenamtlichen Senate of Economy Europe zum Senator bestellt.